# ملادن بوسافيتش
ملادن بوسافيتش هو لاعب كرة قدم كرواتي في مركز الوسط، ولد في 22 أغسطس 1971 في كوبريفنيتسا في كرواتيا. لعب مع نادي فاراجدين.

## وصلات خارجية
- ملادن بوسافيتش على موقع قاعدة بيانات كرة القدم.إي يو (الإنجليزية)
- ملادن بوسافيتش على موقع Soccerway.com (الإنجليزية)
- ملادن بوسافيتش على موقع عالم كرة القدم.نت (الإنجليزية)